# Маріан Сен-Желе
Маріанн Сен-Желе (фр. Marianne St-Gelais, 17 лютого 1990) — канадська ковзанярка, спеціаліст із шорт-треку, призер Олімпійських ігор.
Маріан народилася в багатодітній родині. Ковзанярським спортом займається з 10 років, має численні здобутки в юніорських змаганнях, вважається висхідною зіркою канадського ковзанярського спорту. Вона називає своїм домашнім містом Сен-Фелісьєн, але більшість часу мешакає в Монреалі зі своїм бой-френдом Шарлем Амленом.
Свою першу перемогу в заліку Кубка світу на дистанції 500 м Сен-Желе здобула на етапі у Ванкувері в 2009. На Олімпіаді у Ванкувері вона виборола дві срібні медалі — на 500 м та в естафеті на 3000 м.

## Зовнішні посилання
- Досьє на sports-reference.com [Архівовано 11 січня 2012 у Wayback Machine.]